# George Rock (Mackellar-Inseln)
Der George Rock ist ein Klippenfelsen vor der Georg-V.-Küste im Australischen Antarktis-Territorium. Er gehört zu den Mackellar-Inseln vor dem Kap Denison in der Commonwealth-Bucht und liegt unmittelbar östlich des The Devil Rock.
Teilnehmer der Australasiatischen Antarktisexpedition (1911–1914) unter der Leitung des australischen Polarforschers Douglas Mawson entdeckten ihn. Benannt ist er nach einem der Schlittenhunde der Forschungsreise. Dessen Namensgeber wiederum ist der englische König George V. (1865–1936).